# Marcin Mazurek
Marcin Mazurek (ur. 1998 w Krakowie) – polski kompozytor muzyki do filmów, telewizji i gier, mieszkający w Londynie. 
Absolwent National Film and Television School (NFTS), znany z tworzenia muzyki do nagradzanych i nominowanych filmów krótkometrażowych. Jego muzyka do filmu Rock, Paper, Scissors zdobyła nominację za najlepszą muzykę w kategorii Short Film (Live Action) na Hollywood Music in Media Awards oraz przyczyniła się do zdobycia nagrody dla najlepszego brytyjskiego filmu krótkometrażowego na gali Brytyjskiej Akademii Sztuk Filmowych i Telewizyjnych (BAFTA) w 2025 roku. Skomponował również muzykę do filmu Bunnyhood, który zdobył 3. nagrodę w kategorii La Cinef na Festiwalu Filmowym w Cannes i został wybrany w oficjalnej selekcji Sundance Film Festival w 2025 roku. Stworzył również muzykę do Hungry for Freedom, nominowanego do Grierson Award w 2024 i do IDA Documentary Award w 2023, a także do The Nobody, wybranego na Festiwalu Filmowym w Londynie w 2024.